# Montpellier Université Club
Pour la section volley-ball, voir Montpellier Université Club (volley-ball).
Le Montpellier Université Club (MUC), fondé en 1921, est une association sportive loi de 1901 qui fédère 31 sections sportives, elles-mêmes des associations sportives rattachées au MUC.

## Sports pratiqués
- Aïkido

Ancien logo.

- Athlétisme : section appartenant au Montpellier Athletic Méditerranée Métropole, club évoluant en Élite (3e des Interclubs 2012)
- Aviron
- Baseball : MUC baseball, 3 fois champion de France (1993, 1994, 1995)
- Basket-ball
- Boxe française, savate
- Canoë-kayak
- Cheerleading
- Cyclotourisme
- Escrime
- Eye Motion
- Football : 6 fois champion de France universitaire entre 1925 et 1936.
- Form' (musculation, cardio, fitness)
- Gymnastique
- Handball : la section a notamment évolué en Championnat de France lors de la saison 1972-1973. Jean Férignac et Maurice Portes y ont évolué.
- Handisport
- Hockey sur gazon
- Iaïdo
- Judo Ju-jitsu
- Karaté
- Kitesurf
- Kung Fu Wushu
- Lutte
- Natation : cette section (MUC Natation : Montpellier Métropole Méditerranée Université Club Natation) a organisé à plusieurs reprises les Championnats de France de natation
- Orientation Raids Multisports
- Pétanque
- Plongée
- Randonnée pédestre
- Roller : Les Mantas de Montpellier
- Skateboard
- Volley-ball : MHSC-VB, anciennement MCVUC (Montpellier Castelnau Volley Université Club), 7 fois champion de France masculin entre 1947 et 1975. La section féminine a été championne de France à 7 reprises entre 1949 et 1962.

## Sections disparues
- La section de water-polo a fait faillite en 1998 et a été relayée par le Montpellier Water-Polo[1].
- La section de rugby à XV a été reprise par le club omnisports Montpellier Paillade Sport Club de Louis Nicollin en 1985. En 1986, le MPSC rugby fusionne avec le Stade Montpelliérain et donne naissance au Montpellier rugby club